# 许维遹
许维遹（1902年—1951年4月2日），号骏斋，山东威海荣成人，中国古籍研究专家。

## 生平
1932年，毕业于北平大学中文系。在北平大学求学期问，潜心经史、训诂之学，师从杨树达、冯友兰、孙人和、刘文典等人。
1932年-1938年，在清华大学中文系任教员。
1939年-1940年，在清华大学中文系任专任讲师。
1941年-1943年，在清华大学中文系任副教授。
1944年-1949年，在清华大学中文系任教授。
于1951年4月2日，病逝于北京清华园。

## 著述
1. 《韩诗外传集释》
2. 《登州方言考》
3. 《飨礼考》
4. 《古器铭对扬王休解》
5. 《释衅》
6. 《尚书义证金藤篇》
7. 《郝兰皋夫妇年谱》
8. 《管子集校》
9. 《吕氏春秋集释》等[1]